# Tanaina, Alaska
Tanaina är en ort (CDP) i Matanuska-Susitna Borough, i delstaten Alaska, USA. Enligt United States Census Bureau har orten en folkmängd på 8 197 invånare (2010) och en landarea på 78,7 km².